# 1000-jährige Eiche Gollingkreut
Die 1000-jährige Eiche (auch Bluteiche oder auch einfach nur Eiche genannt) ist ein allein stehender Baum auf freiem Feld, an der Landstraße Richtung Halsbach, etwa 200 m südlich des Schrobenhausener Ortsteils Gollingkreut im oberbayerischen Landkreis Neuburg-Schrobenhausen.

## Daten
Die Eiche ist eine zwischen 350 und 500 Jahre alte Stieleiche (Quercus robur). Sie war mit einem Umfang von circa 9,1 Metern im Jahr 2014 der viertdickste Baum Bayerns und stand 2004 auf Platz 22 der dicksten Bäume Deutschlands.
Nach einem Unwetter im Jahr 2016 brach ein schon im Vorfeld mit Stahlseilen gesicherter Ast ab, welcher vorher einen beträchtlichen Teil der Krone ausmachte.
Die 1000-jährige Eiche ist als Naturdenkmal ausgewiesen. Eine lasergestützte Messung im Jahr 2017 ergab eine Höhe von 24 Metern und einen Kronendurchmesser von ebenfalls etwa 24 Metern. Zugleich wurde dabei ein Brusthöhenumfang von 9,25 m und Taillenumfang von 8,65 m ermittelt.

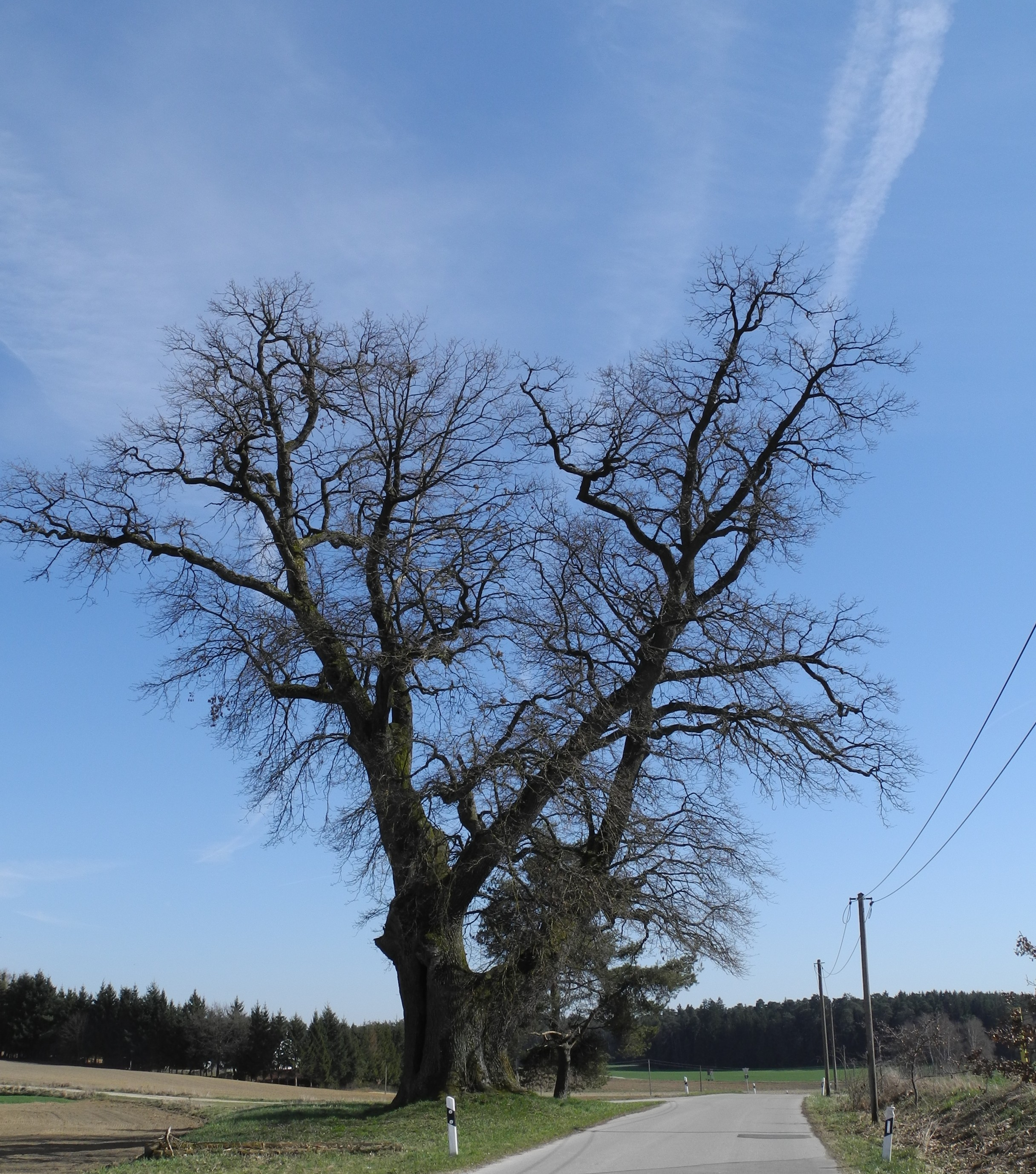
In alter Pracht von Norden (2012)
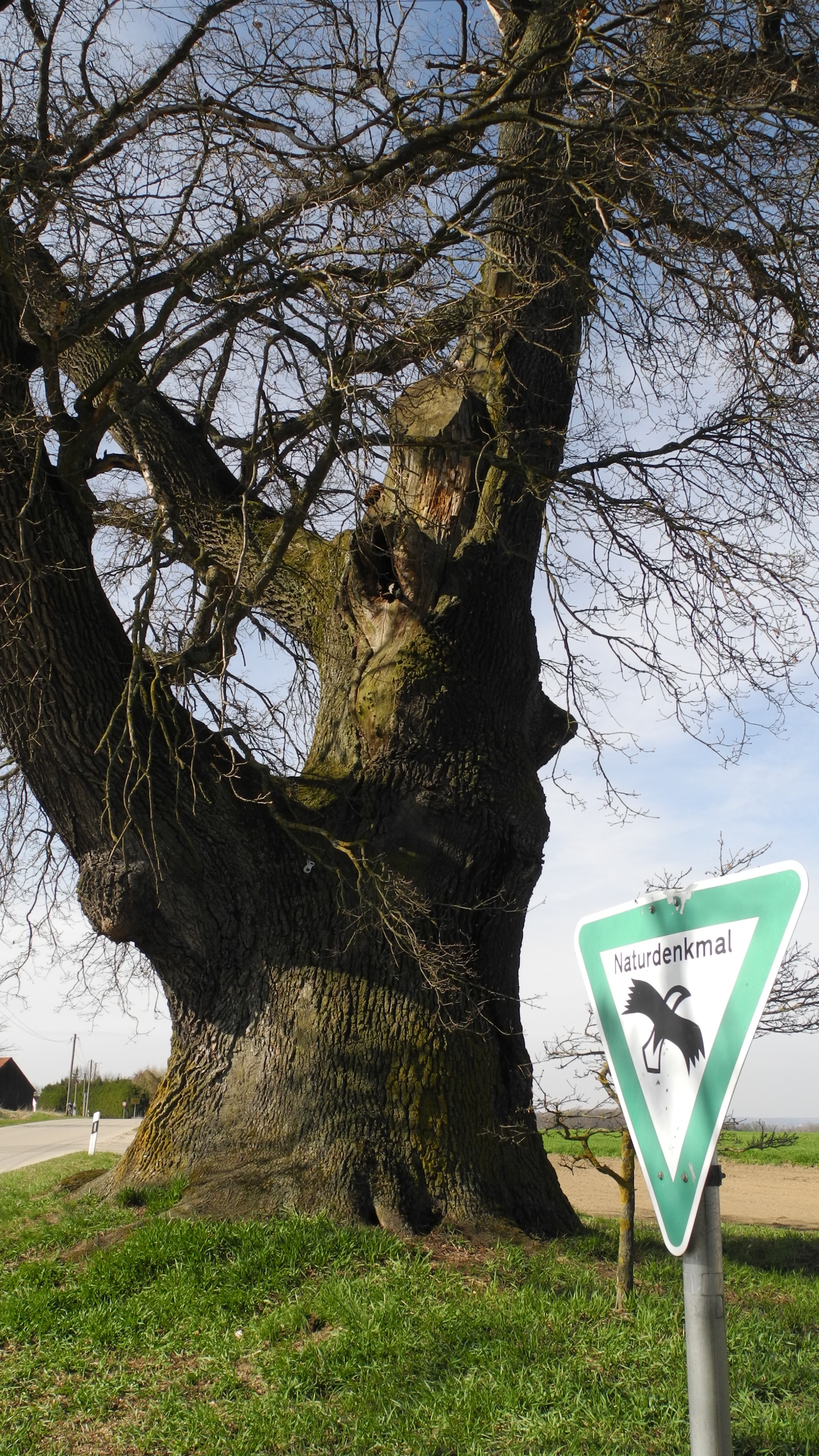
Stamm und Starkast von Süden (2012)
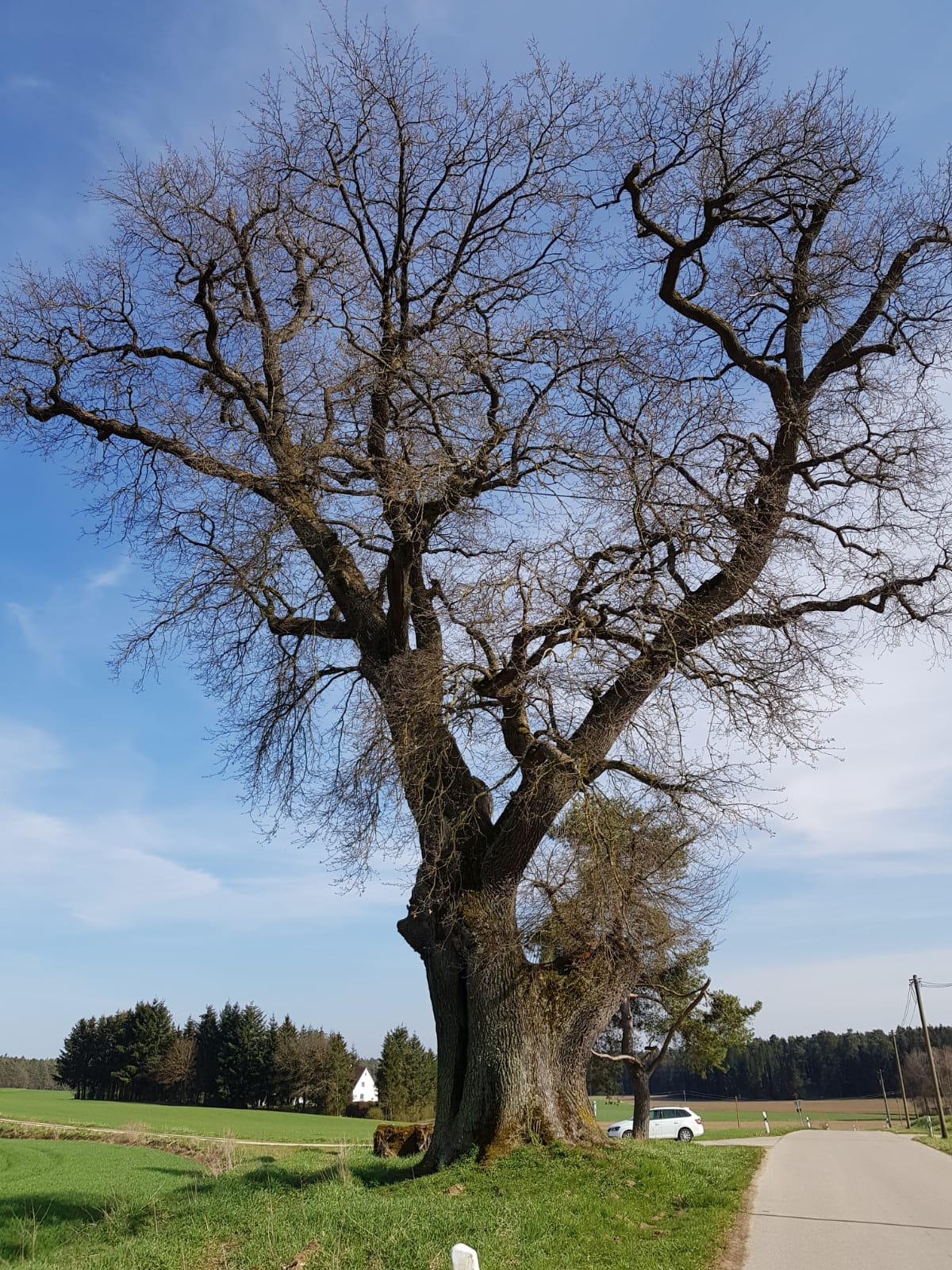
Nach Astbruch von Norden (2021)
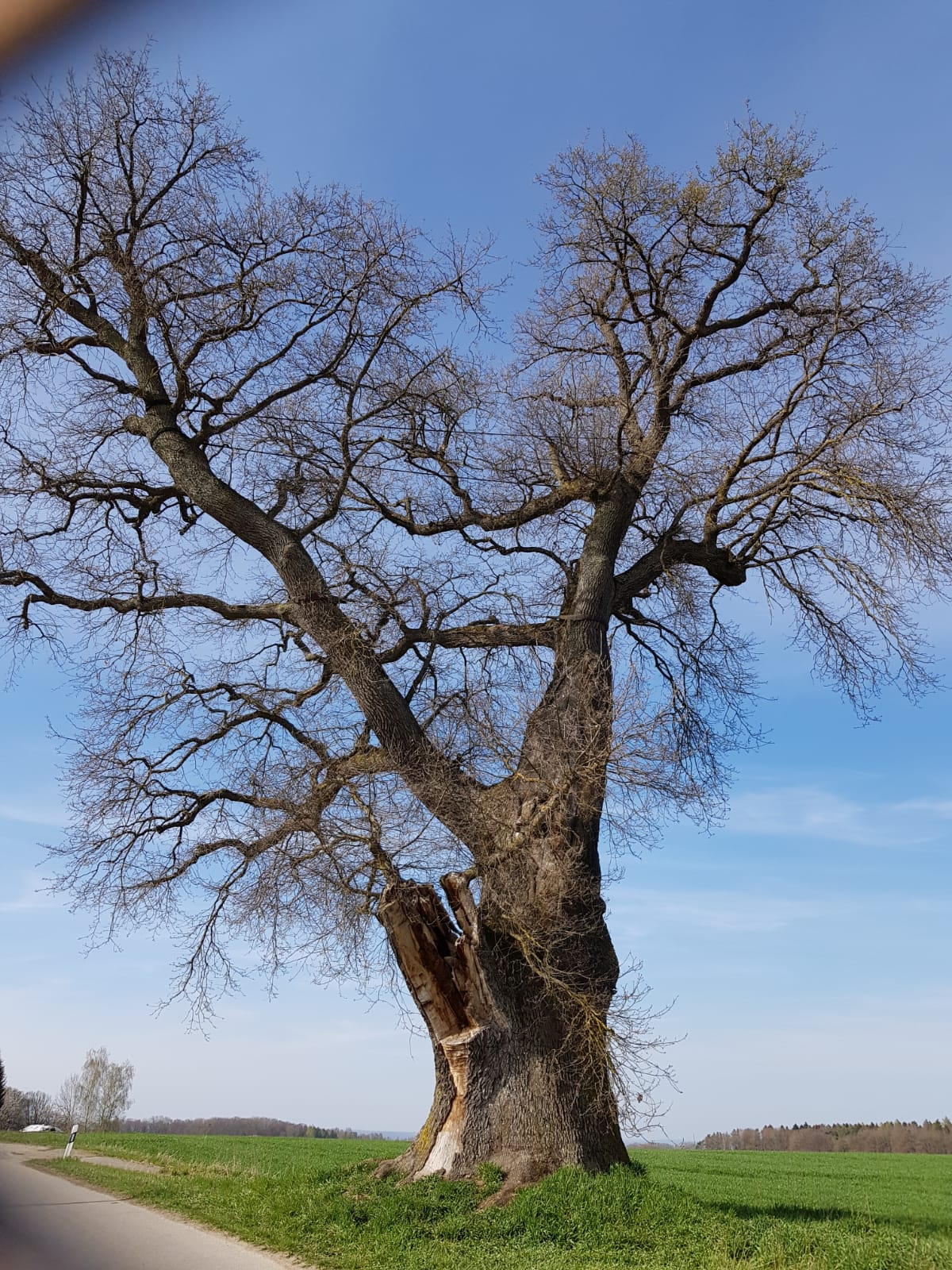
Nach Astbruch von Süden (2021)